# Kawasaki Vulcan
El nombre Vulcan es usado por Kawasaki para su línea de motocicletas custom o cruiser,  desde 1984. Las iniciales VN se usan para las versiones con motor en V (la excepción es la VN500, que tiene dos cilindros en línea) y van desde 125cc hasta los 2053cc de cilindrada.

## Historia

### 1984–2006: Vulcan 750
En 1984, Kawasaki lanzó a nivel mundial la Vulcan VN750, su primera motocicleta de crucero que usaba un motor en V de dos cilindros. La VN750 tiene una transmisión por cardán. Kawasaki también fabricó la ahora rara versión VZ 750, con arcos cromados en las ruedas y otras pequeñas diferencias. Para evitar las tarifas impuestas en EUA a las importaciones de motocicletas japonesas con motores mayores a 750cc, el modelo inicial para ese país tenía una cilindrada de 699cc, pero en 1986 la tarifa fue levantada, por lo que la capacidad de la misma se igualó a los 750cc. Aparte de los esquemas de pintura, la VN750 se mantuvo sin cambios importantes a lo largo de los veintidós años que estuvo en producción, con solamente unos ligeros ajustes en sus componentes.

### 1986–2004: Vulcan 400
Kawasaki introdujo la Vulcan 400 en 1986, como una motocicleta crucero para principiantes. En la serie inicial, la Vulcan 400 tenía un motor de 398 cc de refrigeración líquida de dos cilindros en paralelo, de transmisión final por correa y caja de seis velocidades. En la serie 2, la Vulcan 400 tenía un motor de 399 cc enfriado por líquido, de dos cilindros en V, similar al modelo de la Vulcan de 750cc; tenía transmisión por cadena y caja de cinco velocidades, para disminuir el costo, y fue producida en dos versiones: Classic y Drifter.

### 1990–2009: Vulcan 500
La Vulcan 500 fue introducida en 1990. Tenía el mismo motor de dos cilindros en paralelo de 498 cc de la Kawasaki Ninja 500R. Fue descontinuada después del modelo de 2009, habiendo sido producida por casi veinte años. La Vulcan 500 LTD fue la sucesora de la Kawasaki 454 LTD.

### 1987–2008: Vulcan 1500
La Vulcan 1500 Classic tiene un motor de 1470cc enfriado por líquido, SOHC,  dos cilindros en V a 50° y bielas concéntricas. Tiene un asiento a 27,6 pulgadas (701 mm) del piso, manubrio amplio, estribos hacia adelante del cuerpo. El modelo "Mean Streak" 1500 tenía el mismo motor. La Vulcan 1500 Drifter dejó de producirse en 2005.
La Vulcan 88, con su motor de 1464cc de enfriamiento líquido y de dos cilindros en V, fue producida desde 1987 hasta 1999.  Una transmisión de cuatro velocidades con el motor  de 1464cc, "large for its time motor" (grande para su tiempo), ofrecía a los consumidores un crucero de gran motor, confortable y relativamente ligero (un poco más de 600 lb (272 kilogramos) a punto de viaje).

### 1995–2006: Vulcan 800
Dos modelos de las motocicletas Vulcan fueron descontinuados en el 2006, junto con la introducción del modelo VN900.  Estos fueron el modelo VN800A, introducido en 1995 y siendo el primero de los modelos de Kawasaki de estilo moderno.  La VN800A tenía un diseño de cola suave, guardafangos de estilo bobbed y rin delantero de veintiún pulgadas.  El segundo modelo descontinuado fue el VN800B (Classic), que había sido introducido en 1996 y tenía un estilo retro con guardafangos (salpicaderas) completos y rines de dieciséis pulgadas en ambas llantas.
- Vulcan 800A / Classic / Drifter
  - 805cc líquido refrigerante, 4 válvulas por cilindro, 2 cilindros en V
  - Un carburador  Keihin con garganta de 36 mm
  - Transmisión de 5 velocidades con opción de cambios por presión
  - Mono-shock y resorte trasero ocultos

### 2002–2009: Vulcan 1600
- Vulcan 1600 Classic

- - Motor de 1552cc, SOHC, enfriado por líquido, 4 válvulas por cilindro, en 2 cilindros en V
  - Transmisión de 5 velocidades[1]

- Vulcan 1600 Nomad
  - Motor de 1552cc, enfriada por líquido 2 cilindros en V a 50°
  - Inyección Digital de combustible con 2 gargantas de 36 mm
  - 4 válvulas por cilindro[2]

- Vulcan 1600 Mean Streak
  - Motor de 1552cc enfriado por líquido de 2 cilindros en V a 50°
  - Buzos Hidráulicos[3]

### 2004-2010: Vulcan 2000
Basadas y construidas en el mismo bastidor, la Vulcan 2000, la Classic, y la Classic LT, tienen sólo pequeñas diferencias entre ellas. La más aparente es el faro tipo ojos de insecto, que se proyecta hacia adelante, introducido en el modelo base  Vulcan VN2000A, de 2004. Esta luz frontal era la única que se ofrecía hasta la introducción del modelo Vulcan Classic VN2000D, de 2006, el cual tenía un faro más tradicional. También en 2006, salió el modelo Vulcan Classic LT VN2000F; éste tenía una apariencia similar al modelo Classic, pero con alforjas, parabrisas, estribos completos y respaldo para el pasajero.
- Configuración[4]
  - 2053cc 2 cilindros en V a 52°
  - 141lb-pie de torca @ 3,000 rpm[4]
  - 116CV @ 5,000 rpm[4]
  - Transmisión por banda
  - Control electrónico del motor (Electronic engine control unit ECU) con inyección de combustible
  - Pistones forjados y bielas de aleación
  - Bastidor de doble cuna de acero con sección de caja. Columna individual de refuerzo para mayor resistencia
  - Frenos de disco dobles de 300 mm con pinzas de 4 pistones al frente y disco sencillo con pinzas de 2 pistones atrás

### 2006-hasta la fecha: Vulcan 900
- Vulcan 900 Classic
  - motor de 903cc enfriado por líquido de 2 pistones en V, SOHC
  - Transmisión de correa[5]
  - Cabeza de 4 válvulas por cilindro[6]
  - Velocímetro montado en el tanque con indicadores de vuelta y precaución

- Vulcan 900 Classic LT
  - Igual que el modelo Classic, pero con los siguientes agregados:
    - Respaldo para el pasajero, alforjas y vivos de fábrica como equipo estándar

- Vulcan 900 Custom
  - Igual que el modelo Classic, con excepción de:
    - llanta trasera de 180 mm de ancho, y rin frontal angosto de 21 pulgadas de molde
    - Un asiento más pequeño con menos acojinamiento
    - Manubrio estilo Drag (Drag-style)

### 2009-a la fecha: Vulcan 1700
- Vulcan 17000 Classic
  - Motor de 1700cc, de 2 pistones en V a 52°, SOHC, enfriado a líquido, de inyección de combustible
  - Transmisión de 6 velocidades
  - "ride-by-wire" acelerador por cable

- Vulcan 1700 Classic LT
  - Motor de 1700cc, 2 pistones en V a 52°, SOHC, enfriamiento por líquido, inyección de combustible
  - Transmisión de 6 velocidades
  - ride-by-wire acelerador conectado por cable, parabrisas y alforjas de piel

- Vulcan 1700 Nomad
  - Motor de 1700cc con motor de 2 cilindros en V a 52°, SOHC, enfriamiento por líquido, inyección de combustible
  - Transmisión de 6 velocidades
  - Acelerador "ride-by-wire", parabrisas y alforjas rígidas[7]

- Vulcan 1700 Voyagers
  - Motor de 1700cc 2 cilindros en V a 52°, SOHC, enfriado por líquido, inyección de combustible
  - Transmisión de 6 velocidades

- Vulcan 1700 Vaquero
  - Desde 2011.